# 兵庫教育大學
兵库教育大学（ひょうごきょういくだいがく、Hyogo University of Teacher Education），成立于1978年，是位于日本兵库县加東郡社町的国立大学。
学校的教育学部的主要培养目的是培养初等教育教师（小学校教师）。该校的毕业生的就业率很高，2000年度就业率达50.5％，为日本全国第1位。
大学院学校教育研究科（硕士課程），是“教师的大学”。为现职教师的再教育钻研提供条件。由于学员基本为现职教师，所以也设置了各种配套设施（如家族宿舍，神户分部）。
上越教育大学、兵库教育大学、冈山大学、鸣门教育大学联合成立大学院联合学校教育学研究科（只有博士后期3年課程）。
位于兵库县加東郡社町的校区非常宽阔、学生寄宿舎以及国际交流会馆居住设施等都很充实。

## 沿革
- 1978年、学校成立，设立教育学部
- 1980年、设立大学院学校教育研究科（硕士課程）
- 1996年、设立大学院联合学校教育学研究科
- 2000年、设立大学院神戸分部

## 学术交流协定学校
- 美国范德比尔特大学 友好合作协定 (1984)
- 美国威斯康辛大学奥克莱分校教育学部 学术交流协定(1990)
- 韩国首爾教育大学校 学术交流协定 (1991)
- 韩国大邱教育大学校 学术交流协定(1991)
- 新西兰怀卡托大学 学术交流协定 (2000)
- 中华人民共和国湖南理工学院 学术交流协定(2001)
- 中華民國國立屏東教育大學(今國立屏東大學) 学术交流协定(2008)

## 附属学校设施
- 附属小学校
- 附属中学校
- 附属幼儿园